# Куримбеков, Сердали
Сердали́ Куримбе́ков (1888, село Талды-Су, Перовский уезд, Сырдарьинская область, Туркестанский край, Российская империя — 11 ноября 1948, село Талдысу, Яны-Курганский район, Кызыл-Ординская область, Казахская ССР) — старший табунщик колхоза «Талды-Су» Яны-Курганского района Кзыл-Ординской области, Казахская ССР. Герой Социалистического Труда (1948).

## Биография
Родился в 1888 году в крестьянской семье в селе Талды-Су Перовского уезда. С раннего возраста трудился в сельском хозяйстве. Во время коллективизации в середине 1930-х годов вступил в местную сельскохозяйственную артель, которая позднее была реорганизована в колхоз «Талды-Су» Яны-Курганского района. Трудился табунщиком до призыва в Красную Армию по мобилизации. Участвовал в Великой Отечественной войне.
После демобилизации возвратился в родное село, где продолжил трудиться старшим табунщиком в колхозе «Талды-Су». Ежегодно показывал высокие трудовые результаты в коневодстве. В 1945 году бригада под его руководством при табунном содержании вырастила 50 жеребят от 50 кобыл и в 1947 году — 52 жеребёнка от 50 кобыл. Указом Президиума Верховного Совета СССР от 23 июля 1948 года удостоен звания Героя Социалистического Труда за «получение высокой продуктивности животноводства в 1947 году при выполнении колхозом обязательных поставок сельскохозяйственных продуктов и плана развития животноводства» с вручением ордена Ленина и золотой медали «Серп и Молот» (№ 2560).
Умер в ноябре 1948 года. Похоронен на кладбище родного села Талдысу (сегодня не существует, территория Бесарыкского сельского округа Жаныкорганского района).